# سو آني لانجدون
سو آني لانجدون (بالإنجليزية: Sue Ane Langdon)‏ هي ممثلة أمريكية، ولدت في 8 مارس 1936 في الولايات المتحدة. بدأت مشوارها المهني سنة 1959، ومن الجوائز التي نالتها جائزة الغولدن غلوب وجائزة الحذاء الذهبي ‏.

## جوائز
- جائزة الغولدن غلوب
- جائزة الحذاء الذهبي [الإنجليزية]‏

## وصلات خارجية
- سو آني لانجدون على موقع IMDb (الإنجليزية)
- سو آني لانجدون على موقع ميوزك برينز (الإنجليزية)
- سو آني لانجدون على موقع أول موفي (الإنجليزية)
- سو آني لانجدون على موقع قاعدة بيانات برودواي على الإنترنت (الإنجليزية)
- سو آني لانجدون على موقع إن إن دي بي (الإنجليزية)
- سو آني لانجدون على موقع قاعدة بيانات الفيلم (الإنجليزية)